# Sufryci
Sufryci (Sufri, arab. الصفرية wym. aṣ-Ṣufriyya) – odłam charydżytów istniejący w VII i VIII wieku, założony przez Zijāda ibn al-Asfara. W przeciwieństwie do azrakitów potępiali oni zabójstwa polityczne oraz zabójstwa dzieci. Stosowali w praktyce takijję (ukrywanie własnej wiary i podawanie się za wyznawców innej grupy w islamie). Uważali, że Sura 12 nie jest częścią Koranu. Utworzyli w 757 roku niezależne państwo Midrarid w centralnej części zachodniego Maghrebu.